# Vương Nguyên (ca sĩ)
Vương Nguyên (Giản thể: 王源, Phồn thể: 王源, Bính âm: WángYuán, tiếng Anh: Roy Wang, sinh ngày 8 tháng 11 năm 2000 tại Trùng Khánh, Trung Quốc) là một nam ca sĩ, nhạc sĩ, diễn viên và MC người Trung Quốc, thành viên nhóm nhạc thần tượng Trung Quốc TFBOYS từ năm 2013.  Anh được tạp chí Time bình chọn là một trong 30 thanh thiếu niên có sức ảnh hưởng nhất thế giới năm 2017. Vương Nguyên cũng là Đại sứ Quỹ Nhi đồng Liên Hợp Quốc từ năm 2018. Năm 2019, Vương Nguyên xếp hạng 25 trong Danh sách 100 người nổi tiếng Trung Quốc do Forbes bình chọn, và năm 2020 xếp hạng 33. Năm 2020, Vương Nguyên xếp hạng 89/500 trong Danh sách 500 nhân vật thương hiệu xuất sắc nhất Trung Quốc, đồng thời là nghệ sĩ 10x duy nhất nằm trong Top 100.

## Tiểu sử
Vương Nguyên sinh ra tại Trùng Khánh, Trung Quốc, trong một gia đình bình thường. Vương Nguyên có niềm đam mê rất lớn đối với ca hát. Khi còn nhỏ, ý niệm của anh về ca hát rất đơn giản: hát vì yêu thích. Trong một lần phỏng vấn hậu trường của chương trình "Thiếu Niên Trung Quốc Cường", Vương Nguyên chia sẻ rằng anh được tiếp xúc với âm nhạc dân ca từ rất sớm do người thân trong gia đình, nhất là cha và ông đều thích dòng nhạc này. Với sự động viên của gia đình, Vương Nguyên tham gia và đạt giải trong cuộc thi hát dân ca dành cho thiếu nhi. Từ đó, mơ ước của Vương Nguyên là trở thành ca sĩ chuyên nghiệp như Tống Tổ Anh.
Năm 2011, Vương Nguyên tình cờ nhận được tờ rơi quảng cáo tuyển sinh từ công ty chủ quản TF Entertainment, anh quyết định tham gia và trở thành thực tập sinh. Sau khi trở thành thực tập sinh, Vương Nguyên đã tham gia cover một số bài hát và trở thành MC trong một chương trình giải trí do công ty sản xuất. Thông qua các hoạt động này, Vương Nguyên bắt đầu nổi tiếng trên Internet.
Ngày 6 tháng 8 năm 2013, Vương Nguyên ra mắt với tư cách là thành viên của nhóm nhạc TFBoys cùng hai thành viên khác là Vương Tuấn Khải và Dịch Dương Thiên Tỉ.
Ngày 31 tháng 1 năm 2019, Vương Nguyên ghi danh vào Học viện Âm nhạc Berklee, Hoa Kỳ (một trong những trường đào tạo âm nhạc danh giá nhất thế giới).

## Sự nghiệp

### Năm 2013 - 2016: Debut cùng nhóm TFBOYS và các hoạt động solo
Ngày 06 tháng 08 năm 2013, Vương Nguyên chính thức ra mắt cùng nhóm TFBOYS.
Ngày 25 tháng 05 năm 2015, Vương Nguyên đã giành giải nhất trong cuộc thi hợp xướng thanh nhạc của Liên hoan nghệ thuật tiểu học và trung học cơ sở lần thứ 7 tại Trùng Khánh.  Ngày 08 tháng 11, kỷ niệm sinh nhật lần thứ 15, Vương Nguyên biểu diễn bài hát tự sáng tác đầu tiên dành tặng người hâm mộ "Bởi vì gặp được bạn".
Ngày 13 tháng 01 năm 2016, bài hát solo "Bởi vì gặp được bạn" chính thức phát hành và được Vương Nguyên đăng lên Weibo. Bài đăng này của Vương Nguyên trên Weibo đã được chia sẻ lại với hơn 471 triệu lượt. Bài hát được trao giải Top 10 ca khúc vàng của Fresh Asia Charts  và giúp Vương Nguyên lần đầu tiên giành giải "Ca sĩ mới được khán giả yêu thích nhất" trong Lễ trao giải âm nhạc Thành Thị Chí Tôn lần thứ 9, ghi lại thành tích ca sĩ trẻ tuổi nhất đạt được giải thưởng này.
Tháng 9 năm 2016, bộ phim điện ảnh đầu tiên Vương Nguyên tham gia diễn xuất với tư cách cá nhân "Tước Tích" chính thức ra rạp. 

### Năm 2017 - nay: Thành lập studio cá nhân và chủ yếu hoạt động solo
Tháng 1 năm 2017, Vương Nguyên đã trở thành người dẫn chương trình cho mùa thứ hai của chương trình tạp kỹ Vương Bài Đối Vương Bài mùa 2 của Đài truyền hình Chiết Giang. Đây là chương trình truyền hình dài kỳ đầu tiên Vương Nguyên tham gia làm thành viên cố định với tư cách cá nhân. Chương trình đã đứng đầu bảng xếp hạng truyền hình ở Trung Quốc trong quý đầu tiên của năm và đạt hơn 5 tỷ lượt xem trực tuyến. Ngày 20 tháng 4, Vương Nguyên chụp trang bìa cho tạp chí Bazaar Men China số tháng 6. Ngay sau đó, 10.000 số báo đã được bán hết trong 1 giây và 38.000 số phát hành trong 16 giây, phá vỡ kỷ lục bán của tạp chí này. Tháng 4 năm 2017, Vương Nguyên chấp nhận một cuộc phỏng vấn độc quyền với Tạp chí Nhân vật toàn cầu (được quản lý và chịu trách nhiệm bởi Nhân Dân nhật báo). Ngày 16 tháng 09 năm 2017, Vương Nguyên thành lập studio cá nhân để quản lý và tập trung phát triển các hoạt động solo . Ngày 2 tháng 11, Vương Nguyên là đại diện đầu tiên và cũng là duy nhất của Trung Quốc thuộc thế hệ 10x lọt vào danh sách 30 thanh thiếu niên có tầm ảnh hưởng nhất năm 2017 của tạp chí danh tiếng Time, Hoa Kỳ.. Cuối năm này, Sina công bố "Top 100 nghệ sĩ có giá trị thương mại cao nhất năm 2017" dựa trên thống kê của Tuần san kinh tế tài chính hàng đầu Trung Quốc, Vương Nguyên vinh dự xếp thứ 14 trong danh sách và là thế hệ 10x duy nhất trong top 15.
Năm 2018, một lần nữa tham gia Vương Bài đối Vương Bài của Đài vệ tinh Chiết Giang với tư cách là đội trưởng thường trực trong mùa thứ ba. Vào ngày 10 tháng 2, lần đầu tiên là với tư cách là một ca sĩ hát gốc, anh đã giành giải "Ca sĩ hát gốc xuất sắc nhất của năm" và "Bài hát tiếng Trung hay nhất trong năm" trên Bảng xếp hạng âm nhạc Trung Quốc toàn cầu của CCTV. Ngày 14 tháng 2, với vai diễn Lưu Tinh trong phim "Địa cửu thiên trường", Vương Nguyên đã tham dự Liên hoan phim Berlin cùng đoàn phim.   Tháng 02 năm 2018, Vương Nguyên trở thành tác giả thường kỳ chuyên mục "Vương Nguyên nói" trong chủ đề Đời sống của tạp chí Nhân vật toàn cầu, Vương Nguyên đã trở thành tác giả trẻ tuổi nhất của tạp chí. Các bài viết của anh được đăng vào số báo ngày 16 hàng tháng, đến hiện tại đã là bốn năm liên tiếp Vương Nguyên là tác giả cho tạp chí Nhân vật toàn cầu. Tất cả tiền nhuận bút nhận được đều quyên góp vào quỹ Yuan Foundation phục vụ mục đích từ thiện . Tháng 3 năm 2018, Vương Nguyên đã được mời tham dự show thời trang Givenchy 2018 FW trong Tuần lễ Thời trang Paris. Tháng 4, anh được Chopard mời tham dự Triển lãm Trang sức và Đồng hồ Baselworld. Tháng 5 cùng năm, Vương Nguyên được mời tham dự Liên hoan phim Cannes với tư cách là đại sứ của hai thương hiệu nổi tiếng L'Oréal và Chopard.  Vương Nguyên cũng là nghệ sĩ Trung Quốc trẻ nhất xuất hiện tại Cannes.  Tháng 10 năm 2018, Line Friends công bố các nhân vật hoạt hình ROY6 (Royan, Eddy, Long Long, Loudy, T-2000, Bao Bao Tree) do Vương Nguyên sáng tạo, Vương Nguyên là người đầu tiên tại Trung Quốc tham gia dự án FRIENDS CREATORS của Line Friends nhằm tạo ra các nhân vật hoạt hình mới  .
Tháng 4 năm 2019, Vương Nguyên tham gia show "Tôi là ca sĩ nhạc sĩ", dùng những ca khúc chính mình sáng tác để biểu diễn lần đầu, trong show này Vương Nguyên đã phát hành một số bài hát được khán giả đón nhận rộng rãi như "Trên thế gian không có sự đồng cảm thật sự", "Yêu bất đáo đài" và từ đó anh cũng được nhìn nhận là một ca sĩ kiêm nhạc sĩ .
Ngày 30 tháng 7 năm 2019, album đầu tiên "Nguyên" phát hành với bài hát đầu tiên có tựa đề cùng tên với album .
Ngày 31 tháng 8, buổi hòa nhạc solo đầu tiên với chủ đề "Nguyên" đã được tổ chức tại Trung tâm Thể thao Olympic Nam Kinh, Trung Quốc. Ngày 3 tháng 9 năm 2019, Vương Nguyên lên đường sang Mỹ du học tại Học viện Âm nhạc Berklee. . 
Ngày 16 tháng 07 năm 2020, EP "Tứ bách kích" gồm 03 bài hát được phát hành . Tháng 7 năm 2020, tại lễ trao giải Đông Phương phong vân bảng lần thứ 27, Vương Nguyên giành được bốn giải thưởng gồm Thập đại kim khúc, Nam ca sĩ được yêu thích nhất, Album được yêu thích nhất, Concert được yêu thích nhất nhờ các tác phẩm của mình trong năm 2019 . Ngày 08 tháng 11 năm 2020, anh tổ chức buổi hoà nhạc online với chủ đề "Sớm Tối Online" được phát sóng độc quyền trên QQ Music nhân dịp sinh nhật 20 tuổi, buổi hoà nhạc đã phá kỷ lục tổng tích luỹ người xem trực tiếp cao nhất của năm trên QQ Music với hơn 32 triệu người xem. Tháng 12 năm 2020, Vương Nguyên lọt vào danh sách TOP 500 nhân vật thương hiệu xuất sắc nhất do liên minh thương hiệu bình chọn từ các nhân vật thuộc nhiều lĩnh vực như doanh nghiệp, khoa học, y tế, thể thao, văn nghệ... dựa vào phân tích nhiều khía cạnh và số liệu, Vương Nguyên xếp thứ 89 và là người trẻ tuổi nhất trong danh sách 500 nhân vật này. 
Tháng 1 năm 2021, Vương Nguyên được trao giải Người mới xuất sắc nhất với Album đầu tay "Nguyên" do hội đồng chuyên môn bình chọn tại lễ trao giải Bảng xếp hạng TOP âm nhạc Trung Quốc lần thứ nhất . 
Ngày 16 tháng 06 năm 2021, hai bài hát đầu tiên trong album "Summer Time" được phát hành, album này gồm 08 bài hát chia làm 4 phần, được mở khoá lần lượt vào bốn thời điểm trong mùa hè năm 2021. Trong album này, ngoài sáng tác và tham gia sáng tác tất cả các bài hát, Vương Nguyên đã đảm nhiệm các vai trò mới như biên soạn và nhà sản xuất. Bài hát cuối cùng được phát hành ngày 28 tháng 08 năm 2021 . Tháng 12 năm 2021, album vật lý "Summer Time" chính thức mở bán trên QQ music, đây cũng là album vật lý đầu tiên trong sự nghiệp solo của anh. Tháng 6 cùng năm, Vương Nguyên lần đầu tiên đảm nhiệm vai trò sáng tác và đồng sản xuất bài hát cho nghệ sĩ khác (bài "Đứa trẻ nhỏ" do Thời Đại Thiếu Niên Đoàn thể hiện) .

## Hoạt động xã hội
Ngày 18 tháng 5 năm 2016, Vương Nguyên được bổ nhiệm làm "Đại sứ Phúc lợi Công cộng Du lịch Văn minh Trùng Khánh". Tháng 12 năm 2016, Vương Nguyên đã làm việc với nhóm thanh niên Trung Quốc của Liên Hợp Quốc để quảng bá chiến dịch "Hãy tưởng tượng năm 2030", nhằm khuyến khích thế hệ trẻ ở Trung Quốc. Anh đã được công nhận cho những đóng góp của mình tại lễ bế mạc bằng cách nhận một giải thưởng đặc biệt.
Tháng 1 năm 2017, Vương Nguyên là một trong những đại biểu đại diện cho Trung Quốc tại diễn đàn thanh niên của Hội đồng Kinh tế và Xã hội Liên Hợp Quốc lần thứ 6. Anh phát biểu tại sự kiện với tư cách là đại diện của Chiến dịch Tưởng tượng 2030 của Liên Hợp Quốc, kêu gọi tiếp cận bình đẳng về chất lượng giáo dục trên toàn thế giới. Tháng 4, Vương Nguyên hợp tác với Tôn Nam và phát hành bài hát "Đứa trẻ thân yêu". Bài hát được dùng làm nhạc nền cho quỹ từ thiện của Tôn Nam, "Quỹ đặc biệt Tôn Nam để định hình lại tương lai".
Trong năm 2017, Vương Nguyên là một trong những người nhận được "Huân chương ngày 4 tháng 5", do Đoàn Thanh niên Cộng sản Trung Quốc trao tặng cho những thanh niên xuất sắc có thành tích đáng kể trong nông nghiệp, nghiên cứu công nghệ cao, báo chí, chính trị và pháp luật, quân đội và cảnh sát. Ngày 28 tháng 6, Vương Nguyên được bổ nhiệm làm "Người vận động đặc biệt cho Giáo dục" của UNICEF.   Vương Nguyên tham dự "Diễn đàn 2017 về Hiệu trưởng Nông thôn" do Jack Ma Foundation tổ chức và có bài phát biểu nâng cao nhận thức về giáo dục nông thôn. Anh cũng đã có chuyến thăm thực địa vào ngày 4 tháng 9 năm 2017 tới Dự án Trường học Tình thương do UNICEF và chính quyền địa phương tỉnh Quảng Tây phối hợp tổ chức. Ngày 24 tháng 10, cùng với 16 nhân vật nổi tiếng khác của Trung Quốc, Vương Nguyên đã phát hành "Sing for 2030" để thể hiện sự ủng hộ của mình đối với các Mục tiêu Phát triển Bền vững (SDGs) thông qua SDGs Vocalization do UNDP China cung cấp. Ngày 27 tháng 10 năm 2017, Vương Nguyên thông báo rằng anh đã thành lập quỹ từ thiện của riêng mình mang tên "Yuan Foundation" và sáng kiến đầu tiên đã được thực hiện để giúp 200 người già bị đục thủy tinh thể lấy lại thị lực của họ. Sáng kiến thứ hai là gây quỹ cho trẻ em bị u nguyên bào thần kinh.
Tháng 1 năm 2018, Vương Nguyên được Sina bình chọn là một trong 10 ngôi sao từ thiện có ảnh hưởng nhất. Ngày 22 tháng 1, album nhạc số "Bảo bối" sản xuất cho hạng mục từ thiện được phát hành, tất cả số tiền thu được dùng để quyên góp vào quỹ Yuan Foundation.  Ngày 31 tháng 01 năm 2018, Vương Nguyên đã đại diện cho Trung Quốc phát biểu tại Diễn đàn thanh niên ECOSOC của Liên Hợp Quốc được tổ chức tại trụ sở Liên Hợp Quốc ở New York, với vai trò là "Người vận động đặc biệt cho Giáo dục" của UNICEF. Ngày 17 tháng 11 năm 2018, Vương Nguyên được bổ nhiệm làm đại sứ Quỹ Nhi đồng Liên Hợp Quốc.
Ngày 20 tháng 11 năm 2019, Vương Nguyên lần thứ ba tham dự và phát biểu tại Hội nghị cấp cao của Đại Hội đồng Liên Hợp Quốc với vai trò Đại sứ Quỹ Nhi đồng Liên Hợp Quốc và thực hiện nghi thức thắp sáng Toà nhà Empire State để chào mừng  Ngày Thiếu nhi Thế giới.
Ngày 20 tháng 11 năm 2021, bài hát chủ đề Ngày Thiếu nhi Thế giới có tên "Ở tương lai" do Vương Nguyên thể hiện và tham gia sáng tác chính thức phát hành cùng MV.

## Âm nhạc

### Single
| Năm  | Thời gian phát hành | Tên bài hát                                    | Tên tiếng Trung                | Nhạc và lời                                                                            | Ghi chú |
| ---- | ------------------- | ---------------------------------------------- | ------------------------------ | -------------------------------------------------------------------------------------- | --- |
| 2016 | 13/01               | Bởi Vì Gặp Được Bạn                            | 因为遇见你                     | Nhạc và lời: Vương Nguyên                                                              | -08/11/2015: Lần đầu tiên đem bài hát tự sáng tác lên sân khấu hát trong tiệc sinh nhật -13/01/2016: Phát hành lần đầu -19/03/2018: (Ending) OST phim điện ảnh Gặp được em thật tốt |
| 2016 | 17/10               | Thời Gian Tươi Đẹp Nhất                        | 最美的时光                     | Nhạc: Vương Nguyên                                                                     | Kỉ niệm 80 năm thành lập trường Nam Khai |
| 2016 | 04/11               | Thế Giới Sau Khi Trưởng Thành                  | 长大以后的世界                 | Nhạc: Lâm Tuấn Kiệt Lời: Vương Nhã Quân                                                | Bài hát rap đầu tiên |
| 2017 | 08/07               | Ánh Dương Bất Tận                              | 阳光不锈                       | Lời: Vương Nguyên (tham gia viết lời)                                                  | OST "Thời đại niên thiếu của chúng ta" |
| 2017 | 25/10               | Mười Bảy                                       | 十七                           | Nhạc và lời: Vương Nguyên                                                              | MV quay ở Na-uy trong chuyến đi tuyên truyền Thế vận hội Mùa Đông Bắc Kinh 2022 |
| 2017 | 06/11               | Sleep                                          |                                | Nhạc và lời: Chen Huan, NONFICTION (AFSHeeN + Josh Cumbee)                             | Ca khúc đầu tiên hát hoàn toàn bằng Tiếng Anh, được ghi âm tại Westlake Studios ở Los Angeles                                                                                       |
| 2017 | 20/11               | Tự Hào                                         | 骄傲                           | Lời: Vương Nguyên Nhạc: Triệu Anh Tuấn                                                 | Ca khúc dành tặng mẹ |
| 2018 | 22/01               | Bảo Bối                                        | 宝贝                           | Nhạc và lời: Hoàng Thiếu Phong                                                         | -Album nhạc số đầu tiên -Số tiền thu được xung Quỹ Nguyên |
| 2018 | 28/06               | Hãy Là Chính Mình                              | 做我自己                       | Nhạc: Thiên Vũ Lời: Cam Thế Giai                                                       | |
| 2018 | 20/07               | The Wrong Things                               |                                | Nhạc và lời: Justin Gray                                                               | |
| 2018 | 30/10               | Will You                                       |                                | Nhạc và lời: Rabih Jaber, Jin Suk Choi, Siv Marit Egseth, Nermin Harambasic            | Ca khúc chủ để ROY6 |
| 2018 | 06/11               | Giống Nhau                                     | 一样                           | Lời: Vương Nguyên Nhạc: Trịnh Nam                                                      | |
| 2018 | 12/11               | Thơ Ấu Của Tôi                                 | 我的童年                       | Nhạc và lời: Vương Nguyên                                                              | |
| 2018 | 16/11               | Đánh Cược (Determined Man)                     | 孤注                           | Nhạc: Keith Hetrick Lời: Keith Hetrick, DQ, Drew Ryn (Lời Trung: Mr.HOW, Vương Nguyên) | |
| 2018 | 17/11               | Thiên Sứ                                       | 天使                           | Lời: Vương Nguyên, Ngô Bân Nhạc: Vương Nguyên, Lâm Thái Hân                            | |
| 2018 | 04/12               | Tôi Không Biết                                 | 我不知道                       | Lời: Vương Nguyên Nhạc: Lâm Thái Hân                                                   | |
| 2019 | 23/02               | Chỉ Cần Có Người Muốn Gặp, Bạn Sẽ Không Cô Đơn | 只要有想见的人，就不是孤身一人 | Lời: Đường Điềm Nhạc: Uru / Chế tác: Trịnh Nam                                         | OST "Natsume's the books of friends" |
| 2019 | 16/03               | Tình Bạn Địa Cửu Thiên Trường                  | 友谊地久天长                   | Lời: Robert Burns                                                                      | Ca khúc quảng bá phim "Địa cửu thiên trường" |
| 2019 | 12/04               | Tuỳ Tưởng                                      | 随想                           | Nhạc và lời: Vương Nguyên                                                              | Show "Tôi là ca sĩ sáng tác" |
| 2019 | 19/04               | Yêu Bất Đáo Đài                                | 吆不到台 (tiếng Trùng Khánh)   | Nhạc và lời: Vương Nguyên                                                              | Show "Tôi là ca sĩ sáng tác" |
| 2019 | 26/04               | Trên Thế Gian Không Có Sự Đồng Cảm Thật Sự     | 世界上没有真正的感同身受       | Nhạc và lời: Vương Nguyên                                                              | Show "Tôi là ca sĩ sáng tác" |
| 2019 | 03/05               | Cô Gái                                         | 姑娘                           | Nhạc: Vương Nguyên Lời: Vương Nguyên, Triệu Anh Tuấn                                   | Show "Tôi là ca sĩ sáng tác" |
| 2019 | 10/05               | Thanh Xuân Nồng Nhiệt                          | 滚烫的青春                     | Nhạc và lời: Vương Nguyên                                                              | Show "Tôi là ca sĩ sáng tác" |
| 2020 | 23/06               | Viên Vũ Khúc (Điệu Valse)                      | 圆舞曲                         | Lời: Hỏa Tinh Điện Đài Nhạc: An Nguy, Hỏa Tinh Điện Đài                                | OST "Bầu trời của thiếu niên phong khuyển" |
| 2020 | 15/08               | Sống Như Tiểu Cường                            | 像小强一样活着                 | Lời: Triệu Anh Tuấn, Bất K Lạp Nhạc: Triệu Anh Tuấn                                    | Dự án cover nhạc Triệu Anh Tuấn |
| 2020 | 06/11               | Stop The Clocks                                |                                | Lời: Afshin Salmani, Josh Cumbee Nhạc: Afshin Salmani, Josh Cumbee                     | |
| 2020 | 09/11               | Quán Trọ Bể Cá                                 | 鱼缸旅馆                       | Lời: Lý Cách Đệ (Hạ Vũ) Nhạc: Trần Kiến Kì                                             | |
| 2020 | 20/12               | Câu Chuyện Chỉ Người Xa Nhà Mới Muốn Nghe      | 离家的人才会想听的故事         | Lời: Vương Nguyên Nhạc: Thường Thạch Lỗi, Vương Nguyên                                 | |
| 2021 | 26/01               | Đáp Án                                         | 答案                           | Lời: Đường Điềm Nhạc: Trương Á Đông                                                    | Bài hát chủ đề 10 năm Zhihu |
| 2021 | 17/3                | Chị Gái                                        | 姐姐                           | Nhạc và lời: Trương Sở                                                                 | Ost "Chị Gái Của Tôi" |
| 2021 | 04/05               | Chạy Đi Thanh Xuân                             | 奔跑吧，青春！                 | Nhạc: Đổng Nam Lời: Trần Khải Tinh, A Hà, Đổng Nam                                     | |
| 2021 | 20/11               | Ở tương lai                                    | 在未来                         | Nhạc: Vương Nguyên, Sihan Lời: Vương Nguyên, Đoàn Tư Tư                                | Ca khúc chủ đề Ngày Thiếu nhi Thế giới |
| 2021 | 7/12                | Xuyên qua mùa đông giá lạnh ôm lấy em          | 穿过寒冬拥抱你                 | Nhạc: Vương Nguyên, Trịnh Nam Lời: Vương Nguyên, Đường Điềm                            | OST phim điện ảnh "Xuyên qua mùa đông giá lạnh ôm lấy em" |
| 2022 | 04/05               | Theo đuổi ánh sáng                             | 逐光                           | Lời: Triệu Cảnh Di Nhạc: Triệu Giai Lâm                                                | |
| 2023 | 07/06               | Giao lộ tiếp theo                              | 下个路口                       | Nhạc: Ari Left, Thomas Newman Lời Trung: Cam Thế Giai                                  | OST phim điện ảnh "Elemental" |
| 2023 | 04/07               | Phía sau bàn học                               | 课桌背后                       | Nhạc và lời: Vương Nguyên                                                              | OST phim truyền hình "Tháng năm rực rỡ" (Ray of light) |

### Album/EP
| STT | Năm phát hành | Album/EP                                      | Thời gian phát hành        | Tên bài hát                                   | Tên tiếng Trung                | Ghi chú                                                                 |
| --- | ------------- | --------------------------------------------- | -------------------------- | --------------------------------------------- | ------------------------------ | ----------------------------------------------------------------------- |
| 1   | 2019          | Nguyên (源)                                   | 30/07                      | Nguyên                                        | 源                             | Nhạc và lời: Vương Nguyên                                               |
| 1   | 2019          | Nguyên (源)                                   | 07/08                      | Đám Mây Cầu Vồng                              | 彩虹云朵                       | Lời: Vương Nguyên                                                       |
| 1   | 2019          | Nguyên (源)                                   | 14/8                       | Nụ Hôn Mong Manh                              | 易碎的吻                       | Lời: Hush Biên khúc/Chế tác: Trịnh Nam                                  |
| 1   | 2019          | Nguyên (源)                                   | 19/8                       | Bể Bơi Ban Đêm                                | 夜间游泳池                     |                                                                         |
| 1   | 2019          | Nguyên (源)                                   | 19/8                       | Nơi Đây                                       | 这里                           | Lời: Trần Tín Diên, Trần Hoài Ân Nhạc: Trần Hoài Ân                     |
| 1   | 2019          | Nguyên (源)                                   | 19/8                       | Nhu                                           | 柔                             | Nhạc và lời: Vương Nguyên                                               |
| 2   | 2020          | Tứ Bách Kích (肆百击)                         | 16/07                      | Tứ Bách Kích                                  | 肆百击                         |                                                                         |
| 2   | 2020          | Tứ Bách Kích (肆百击)                         | 16/07                      | Kênh Livestream Kỳ Diệu                       | 奇妙直播频道                   |                                                                         |
| 2   | 2020          | Tứ Bách Kích (肆百击)                         | 16/07                      | Cánh Hoa                                      | 花瓣                           | Lời: Vương Nguyên Nhạc: Vương Tử                                        |
| 3   | 2021          | Summer Time (夏野了）                         | 16/6 (Part 1: Whisper)     | Sao băng cũng rơi xuống vì em                 | 流星也为你落下来了             | Nhạc và lời: Vương Nguyên (tham gia)                                    |
| 3   | 2021          | Summer Time (夏野了）                         | 16/6 (Part 1: Whisper)     | Một vài chuyện bi thương mà đẹp đẽ            | 一些悲伤又美好的事             | Nhạc và lời: Vương Nguyên                                               |
| 3   | 2021          | Summer Time (夏野了）                         | 12/7 (Part 2: Whim)        | Công viên của kẻ điên                         | 疯人公园                       | Nhạc: Vương Nguyên (tham gia)                                           |
| 3   | 2021          | Summer Time (夏野了）                         | 12/7 (Part 2: Whim)        | Phiêu                                         | 飘                             | Lời: Vương Nguyên Nhạc: Vương Nguyên, BowAsWell, Leo1Bee                |
| 3   | 2021          | Summer Time (夏野了）                         | 29/7（Part 3: Serendipity) | Tên của em là điều lớn nhất thế giới giấu anh | 你的名字是世界瞒着我最大的事情 | Lời: Vương Nguyên Nhạc: Vương Nguyên, Trần Lệnh Thao, Vương Thiên Phóng |
| 3   | 2021          | Summer Time (夏野了）                         | 29/7（Part 3: Serendipity) | Hi vọng bài hát em nghe hiểu càng ít càng tốt | 希望你听懂的歌能越少越好       | Nhạc và lời: Vương Nguyên                                               |
| 3   | 2021          | Summer Time (夏野了）                         | 18/08（Part 4: Ignition)   | HOME (Quy)                                    | 归                             | Nhạc và lời: Vương Nguyên (tham gia) Hợp ca cùng: Henry Lau             |
| 3   | 2021          | Summer Time (夏野了）                         | 28/08（Part 4: Ignition)   | Hồi (By Now)                                  | 洄                             | Nhạc và lời: Vương Nguyên (tham gia) Hợp ca cùng: Lý Giai Long          |
| 4   | 2022          | Phòng khách cuồng hoan BEDAZZLING (客厅狂欢） | 24/8 (Mở đầu)              | Trời sáng cùng đuổi theo mặt trời             | 天亮一起追太阳                 | Lời: Vương Nguyên tham gia                                              |
| 4   | 2022          | Phòng khách cuồng hoan BEDAZZLING (客厅狂欢） | 31/8 (Mở đầu)              | Gió biển thổi                                 | 海风吹                         | Lời: Vương Nguyên tham gia                                              |
| 4   | 2022          | Phòng khách cuồng hoan BEDAZZLING (客厅狂欢） | 08/11 (Side A)             | Chạy về phía đom đóm nơi tận cùng thời gian   | 时间尽头的流萤                 | Nhạc và lời: Vương Nguyên tham gia                                      |
| 4   | 2022          | Phòng khách cuồng hoan BEDAZZLING (客厅狂欢） | 08/11 (Side A)             | Nhân vật tham diễn                            | 参演角色                       | Nhạc và lời: Vương Nguyên tham gia                                      |
| 4   | 2022          | Phòng khách cuồng hoan BEDAZZLING (客厅狂欢） | 08/11 (Side A)             | Lặn                                           | 潜                             | Nhạc và lời: Vương Nguyên tham gia                                      |
| 4   | 2022          | Phòng khách cuồng hoan BEDAZZLING (客厅狂欢） | 24/11 (Side B)             | Phòng khách cuồng hoan                        | 客厅狂欢                       | Nhạc và lời: Vương Nguyên tham gia                                      |
| 4   | 2022          | Phòng khách cuồng hoan BEDAZZLING (客厅狂欢） | 24/11 (Side B)             | Trạng thái trống rỗng                         | 空置状态                       | Nhạc và lời: Vương Nguyên tham gia                                      |
| 4   | 2022          | Phòng khách cuồng hoan BEDAZZLING (客厅狂欢） | 24/11 (Side B)             | Tôi có thể tự mình thắp lên ngọn đuốc         | 我可以自己点燃火炬             | Lời: Vương Nguyên tham gia (OST phim truyền hình "Tháng năm rực rỡ")    |
| 2   | 2023          | Đinh Đinh Mao (叮叮猫儿)                      | 08/11                      | Trời nhiều mây hóa nắng lại hóa âm u          | 多云转晴又转阴                 | Lời: Vương Nguyên, Dương Cách                                           |
| 2   | 2023          | Đinh Đinh Mao (叮叮猫儿)                      | 08/11                      | Anh đứng trên sân thượng đợi mưa cũng đợi em  | 我在屋顶等雨也等你             | Lời:Vương Nguyên Nhạc: Vương Nguyên, Trịnh Nam                          |
| 2   | 2023          | Đinh Đinh Mao (叮叮猫儿)                      | 08/11                      | Chúng ta đều sẽ biến thành mưa rơi xuống      | 我们都会变成雨降落             | Lời:Vương Nguyên Nhạc: Vương Nguyên, Trịnh Nam                          |

### Cộng tác
| Năm  | Thời gian phát hành | Tên bài hát           | Tên tiếng Trung | Hợp ca cùng                                                     | Ghi chú                                                                                            |
| ---- | ------------------- | --------------------- | --------------- | --------------------------------------------------------------- | -------------------------------------------------------------------------------------------------- |
| 2013 | 17/05               | Phố Vũ Thiếu Niên     | 街舞少年        | Vương Tuấn Khải và các thành viên TF Family(F1)                 | |
| 2017 | 18/01               | Ready Going Ready     |                 | Tống Thiến, Vương Tổ Lam                                        | Bài hát chủ đề show "Vương Bài Đối Vương Bài" mùa 2                                                |
| 2017 | 08/07               | Đứa Trẻ Thân Yêu      | 亲爱的孩子      | Tôn Nam                                                         | Tuyên truyền quỹ công ích tái tạo tương lai Tôn Nam                                                |
| 2017 | 23/10               | Hát Vang 2030         | 唱响2030        | 17 nghệ sĩ khác                                                 | Liên hợp quốc 2030 và 17 hạng mục phát triển                                                       |
| 2017 | 27/10               | Cùng Một Mái Nhà      | 同一屋檐下      | 11 nghệ sĩ khác trong chương trình                              | Bài hát chủ đề show "Quán Trọ Thanh Xuân"                                                          |
| 2019 | 04/03               | Ha Ha Nông Phu        | 哈哈农夫        | Giả Nãi Lượng, Dương Siêu Việt, Kim Hạn                         | Bài hát chủ đề show "Ha Ha Nông Phu"                                                               |
| 2019 | 21/04               | Nói Được Làm Được     | 说到做到        | Hứa Ngụy Châu, Thẩm Nguyệt, Ngụy Đại Huân cùng các nghệ sĩ khác | Được thực hiện bởi Ban chấp hành Trung ương Đoàn Thanh niên Cộng sản Trung Quốc                    |
| 2020 | 05/11               | Dù Thế Nào Tôi Vẫn Ổn | 在哪里都很好    | Thái Kiện Nhã                                                   | Album "Kim chỉ nam cho cuộc đời không hoàn hảo" do Elevenz Music và NetEase Music hợp tác sản xuất |
| 2021 | 18/8                | HOME (Quy)            | 归              | Henry Lau                                                       | Album "Summer Time"                                                                                |
| 2021 | 28/8                | Hồi (By Now)          | 洄              | Lý Giai Long                                                    | Album "Summer Time"                                                                                |

### Ca khúc khác
| Thời gian  | Tên bài hát       | Tên tiếng Trung | Ghi chú                                 |
| ---------- | ----------------- | --------------- | --------------------------------------- |
| 28/01/2019 | Trường Ca Hành    | 长歌行          | Show Kinh điển vịnh lưu truyền đài CCTV |
| 25/06/2020 | Độc Sơn Hải Kinh  | 读山海经        | Show Kinh điển vịnh lưu truyền đài CCTV |
| 01/10/2020 | Rap Bách Gia Tính | 说唱百家姓      | Đêm hội trung thu năm 2020 đài CCTV     |

### Sáng tác
| STT | Thời gian phát hành | Tên bài hát | Tên tiếng Trung | Nhạc và lời  | Trình bày                | Ghi chú                                                                             |
| --- | ------------------- | ----------- | --------------- | ------------ | ------------------------ | ----------------------------------------------------------------------------------- |
| 1   | 22/06/2021          | Đứa trẻ nhỏ | 小小孩          | Vương Nguyên | Thời Đại Thiếu Niên Đoàn | Nhà sản xuất: Vương Nguyên, Lôi Bác Minh Vocal producer: Vương Nguyên, Lôi Bác Minh |

## Concert
| Thời gian          | Tên                                                                          | Danh sách bài hát | Ghi chú                                                                                        |
| ------------------ | ---------------------------------------------------------------------------- | --- | ---------------------------------------------------------------------------------------------- |
| 08/11/2015         | Roy's Serenade                                                               | Danh sách bài hát 1. My sunshine 2. Yến vĩ điệp 3. Bởi vì gặp được bạn 4. Dance 5. Valse 6. Sủng ái (TFBOYS) | Tiệc sinh nhật                                                                                 |
| 08/11/2016         | Gặp gỡ (遇见)                                                                | Danh sách bài hát 1. Gian phòng 2. Nhìn thấy nơi xa nhất 3. Một lần là đủ 4. Người đau lòng đừng nghe nhạc chậm 5. Bản tình ca ấm áp (Warm Rhythm) 6. Thế giới sau khi trưởng thành 7. Cùng em trải qua năm tháng dài đằng đẵng | Tiệc sinh nhật                                                                                 |
| 20/11/2017         | X-ROY                                                                        | Danh sách bài hát 1. Dance 2. Một mảnh vải đỏ 3. Vương Phi 4. Thế giới sau khi trưởng thành 5. Mười bảy 6. Có những việc bây giờ không làm thì sau này không còn cơ hội 7. Những giấc mơ mạo hiểm đó của em 8. Ngộ không truyện (ft Triệu Anh Tuấn) 9. Lãng phí 10. Không hợp 11. Sleep 12. Tự hào 13. Người theo đuổi ánh sáng | Tiệc sinh nhật                                                                                 |
| 17/11/2018         | BORNFREE                                                                     | Danh sách bài hát 1. Ánh trăng tàn khốc 2. Thiên thần của riêng anh 3. Nhìn thấy nơi xa nhất 4. Mười bảy 5. Bởi vì gặp được bạn 6. Anh muốn chúng ta ở bên nhau 7. Niên thiếu hữu vi 8. Will you 9. Còn nhớ 10. Thế giới sau khi trưởng thành (ft Lâm Tuấn Kiệt) 11. Dance 12. Determined man 13. The wrong things 14. Muốn tự do 15. Tôi 16. Tuổi thơ của tôi 17. Tự hào 18. Thiên sứ 19. Giống nhau 20. Thiên chân hữu tà | Tiệc sinh nhật                                                                                 |
| 31/08/2019         | NGUYÊN (源)                                                                  | Danh sách bài hát 1. Nguyên 2. Trên thế gian không có sự đồng cảm thật sự 3. Em không thực sự vui vẻ 4. Bể bơi ban đêm 5. Giống nhau 6. Cô gái 7. Cô gái ấy nói với tôi 8. Nụ hôn mong manh 9. Tuỳ tưởng 10. Chỉ cần có người muốn gặp, bạn sẽ không cô đơn 11. Determined Man 12. Yêu bất đáo đài 13. Không cần phải đoán 14. Yellow 15. Đám mây cầu vồng 16. Bỏ trốn 17. Thanh xuân nồng nhiệt 18. Nơi đây 19. Tự hào 20. Điều anh hoài niệm | Concert                                                                                        |
| 08/11/2020         | Sớm tối online (朝暮 online)                                                 | Danh sách bài hát 1. Quán trọ bể cá 2. Kênh livestream kỳ diệu 3. Stop the clocks 4. Nhu 5. Bạn của quá khứ (ft Ngụy Đại Huân) 6. Bể bơi ban đêm 7. Tứ bách kích 8. Nụ hôn mong manh 9. Viên vũ khúc 10. Em muốn thế nào thì chúng ta sẽ như thế 11. Yêu bất đáo đài (ft GAI) 12. Hoa Hạ (ft GAI) 13. Nguyên 14. Tuổi thơ 15. Tự hào | Concert online sinh nhật 20 tuổi                                                               |
| 24/04/2022         | Đường chân trời màu cam (橘色天际线)                                         | Danh sách bài hát 1. Tên của em là điều lớn nhất thế giới giấu anh 2. Một vài chuyện bi thương mà đẹp đẽ 3. Hy vọng bài hát em nghe hiểu càng ít càng tốt 4. Sao băng cũng rơi xuống vì em 5. Home 6. Nhớ em cả ngày lẫn đêm | Mini Live                                                                                      |
| 29/04 - 28/05/2023 | Tour "Phòng khách cuồng hoan" - The bedazzling tour (「客厅狂欢」巡回演唱会) | Danh sách bài hát 1. Nguyên 2. Tứ bách kích 3. Trời sáng cùng đuổi theo mặt trời 4. Giống nhau 5. Trên thế gian không có sự đồng cảm thật sự 6. Gió biển thổi 7. The wrong things 8. Tôi có thể tự mình thắp lên ngọn đuốc 9. Cô gái 10. HOME 11. Một vài chuyện bi thương mà đẹp đẽ 12. Nhân vật tham diễn 13. Vô điều kiện 14. Bể bơi ban đêm 15. Công viên của kẻ điên 16. Lặn 17. Trạng thái trống rỗng 18. Phòng khách cuồng hoan 19. Tên của em là điều lớn nhất thế giới giấu anh 20. Dù thế nào tôi vẫn ổn 21. Sao băng cũng rơi xuống vì em 22. Chạy về phía đom đóm nơi tận cùng thời gian 23. Tự hào 24. Tuổi thơ của tôi 25. Yêu bất đáo đài | Trạm Thượng Hải: 29 - 30/04/2023 Trạm Quảng Châu: 13/05/2023 Trạm Trùng Khánh: 27 - 28/05/2023 |

## Phim

### Phim truyền hình
| Năm  | Tên phim                                   | Tên tiếng Anh         | Tên tiếng Trung | Vai diễn                   | Ghi chú                                                         |
| ---- | ------------------------------------------ | --------------------- | --------------- | -------------------------- | --------------------------------------------------------------- |
| 2016 | Tiểu Biệt Ly                               | A Love For Separation | 小别离          | Vương Tuấn                 | Cameo                                                           |
| 2016 | Tru Tiên: Thanh Vân Chí                    | Noble Aspirations     | 青云志          | Trương Tiểu Phàm (lúc nhỏ) | Vai phụ                                                         |
| 2016 | Mật Mã Siêu Thiếu Niên                     | Finding Soul          | 超少年密码      | Tùy Ngọc, 002              | Vai chính                                                       |
| 2017 | Thời Đại Niên Thiếu Của Chúng Ta           | Boy Hood              | 我们的少年时代  | Ban Tiểu Tùng              | Vai chính                                                       |
| 2020 | Bắc Linh Thiếu Niên Chí: Đại Chúa Tể       | The Great Ruler       | 大主宰          | Chúa tể Mục Trần           | Vai chính                                                       |
| 2023 | Ngày theo đuổi ánh sáng (Tháng năm rực rỡ) | Ray of Light          | 追光的日子      | Cao Viễn                   | Vai chính được mời đặc biệt Người lập kế hoạch âm nhạc của phim |

### Phim điện ảnh
| Năm            | Tên phim                             | Tên tiếng Anh                           | Tên tiếng Trung    | Vai diễn                  | Ghi chú   |
| -------------- | ------------------------------------ | --------------------------------------- | ------------------ | ------------------------- | --------- |
| 2015           | Điệp Viên Báo Thù                    | Pound of Flesh                          | 致命追击           | Ca sĩ trong nhóm nhạc Boy | Cameo     |
| 2015           | Lão Pháo Nhi                         | Mr. Six                                 | 老炮儿             |                           | Cameo     |
| 2016           | Tước Tích 1                          | L.O.R.D: Legend of Ravaging Dynasties   | 爵迹               | Thương Bạch Thiếu Niên    | Vai phụ   |
| 2019           | Địa Cửu Thiên Trường                 | So Long, My Son                         | 地久天长           | Lưu Tinh                  | Vai chính |
| 2020           | Tước Tích 2: Lãnh Huyết Cuồng Yến    | L.O.R.D: Legend of Ravaging Dynasties 2 | 爵迹: 冷血狂宴     | Chú Dạ                    | Vai phụ   |
| 2020           | Tôi Và Quê Hương Tôi: Đường Về Nhà   | My People, My Homeland                  | 我和我的家乡       | Thầy Tiểu Hàn             | Vai phụ   |
| 2023 (dự kiến) | Kẻ trộm lửa                          | Burning star                            | 盗火者             | Lý Nhất Dân               | Vai chính |
| 2023 (dự kiến) | Tôi nhìn thấy hai đám mây giống nhau | The boy who counted cars                | 我看见两朵一样的云 | A Chí                     | Vai chính |

## Chương trình truyền hình

### Thành viên cố định
| Năm  | Tên chương trình                                    | Tên tiếng Trung                | Đơn vị phát sóng            | Vị trí               | Ghi chú                                                          |
| ---- | --------------------------------------------------- | ------------------------------ | --------------------------- | -------------------- | ---------------------------------------------------------------- |
| 2017 | Vương Bài đối Vương Bài - Mùa 2                     | 王牌对王牌(Ace VS Ace)         | Chiết Giang TV              | Đội trưởng vương bài | 20/01/2017 - 07/04/2017                                          |
| 2017 | Quán trọ thanh xuân                                 | 青春旅社 (Youth Inn)           | Đài truyền hình Đông Phương | Đội hình chính       | 23/09/2017 - 07/01/2018                                          |
| 2018 | Vương Bài đối Vương Bài - Mùa 3                     | 王牌对王牌(Ace VS Ace)         | Chiết Giang TV              | Đội trưởng vương bài | 02/02/2018 - 13/04/2018 Vắng mặt tập 3                           |
| 2019 | Ha ha nông phu                                      | 哈哈农夫                       | Hồ Nam TV                   | Đội hình chính       |                                                                  |
| 2019 | Tôi là ca sĩ nhạc sĩ - Mùa 1                        | 我是唱作人                     | IQIYI                       | Đội hình chính       | 12/04/2019 - 10/05/2019 Tham gia nửa mùa đầu (Tập 1, 2, 3, 4, 5) |
| 2020 | Bài hát của chúng ta - Mùa 2                        | 我们的歌 (Our Song)            | Đài truyền hình Đông Phương | Đội hình chính       | 25/10/2020 - 27/12/2020 Vắng mặt tập 1, 2, 5, 6                  |
| 2021 | Ai là ca sĩ bảo tàng                                | 谁是宝藏歌手(The Treasure)     | Hồ Nam TV                   | Người đề cử          | 23/04/2021 - 16/07/2021                                          |
| 2021 | Kịch bản cá mập kỳ dị                               | 奇艺剧本鲨(Game Of Shark)      | IQIYI                       | Đội hình chính       | 10/07/2021 - 15/09/2021                                          |
| 2021 | Minh nhật chi tử Mùa 5: Mùa sáng tác                | 明日创作计划(The Coming One 5) | Tencent Video               | Mentor               | 14/08/2021 - 16/10/2021                                          |
| 2023 | Bách xuyên (Nhạc - Thời - Không, Tiếng hát đại học) | 百川乐时空，百川高校声         | Douyin                      |                      | 3/2023                                                           |

### Khách mời
| Năm  | Thời gian     | Tên chương trình                                         | Tên tiếng Trung        | Đơn vị phát sóng         | Vị trí                                  | Ghi chú                          |
| ---- | ------------- | -------------------------------------------------------- | ---------------------- | ------------------------ | --------------------------------------- | -------------------------------- |
| 2016 | 11/03         | Vương Bài Đối Vương Bài - Mùa 1: Tập 7                   | 王牌对王牌(Ace VS Ace) | Chiết Giang TV           | Khách mời                               |                                  |
| 2016 | 08/04         | Vương Bài đối Vương Bài - Mùa 1: Tập 11                  | 王牌对王牌(Ace VS Ace) | Chiết Giang TV           | Khách mời                               |                                  |
| 2016 | 01/10         | Happy Camp                                               | 快乐大本营             | Hồ Nam TV                | Khách mời                               | Đoàn phim "Tước tích"            |
| 2017 | 03/06         | Happy Camp                                               | 快乐大本营             | Hồ Nam TV                | Khách mời                               | Series kỷ niệm 20 năm Happy Camp |
| 2017 | 10/06         | Happy Camp                                               | 快乐大本营             | Hồ Nam TV                | Khách mời                               | Series kỷ niệm 20 năm Happy Camp |
| 2017 | 17/11         | Minh tinh đại trinh thám - Mùa 3: Tập 3                  | 明星大侦探             | Hồ Nam TV                | Nhân vật: Vương Tử                      | Tên tập: Chuyện cổ tích đen tối  |
| 2017 | 19/11         | Ca sĩ giấu mặt (Mask Singer) - Mùa 2: Tập 12             | 蒙面唱将猜猜猜         | Đài truyền hình Giang Tô |                                         | Bài hát: Kẻ ngốc                 |
| 2018 | 10/03         | Thanh lâm kì cảnh - Mùa 3                                | 声临其境               | Hồ Nam TV                | Khách mời trợ giúp thầy Vương Kính Tùng |                                  |
| 2018 | 04/05         | Tôi muốn hát cùng bạn (Come Sing with Me) - Mùa 3: Tập 2 | 我想和你唱             | Hồ Nam TV                | Ca sĩ khách mời                         |                                  |
| 2018 | 21/12         | Minh tinh đại trinh thám - Mùa 4: Tập 8                  | 明星大侦探             | Hồ Nam TV                | Nhân vật: Vương Tác                     | Tên tập: Hoa hồng rực lửa        |
| 2019 | 28/01         | Kinh điển vịnh lưu truyền - Mùa 2                        | 经典咏流传             | CCTV                     | Ca sĩ khách mời                         | Bài hát: Trường ca hành          |
| 2019 | 01/02         | Vương Bài đối Vương Bài - Mùa 4: Tập 1                   | 王牌对王牌(Ace VS Ace) | Chiết Giang TV           | Khách mời                               |                                  |
| 2019 | 08/02         | Vương Bài đối Vương Bài - Mùa 4: Tập 2                   | 王牌对王牌(Ace VS Ace) | Chiết Giang TV           | Khách mời                               |                                  |
| 2019 | 28/09         | Happy Camp                                               | 快乐大本营             | Hồ Nam TV                | Khách mời                               |                                  |
| 2020 | 20/06         | Happy Camp                                               | 快乐大本营             | Hồ Nam TV                | Khách mời                               |                                  |
| 2020 | 25/06         | Kinh điển vịnh lưu truyền - Mùa 3                        | 经典咏流传             | CCTV                     | Ca sĩ khách mời                         | Bài hát: Độc sơn hải kinh        |
| 2021 | 17/04         | Happy Camp                                               | 快乐大本营             | Hồ Nam TV                | Khách mời                               |                                  |
| 2022 | 12/05 - 19/05 | Cùng nhau cắm trại nào - (Camping Life)                  | 一起露营吧             | IQIYI                    | Khách mời                               | [ 63 ]                           |
| 2022 | 29/05 - 05/06 | Tiếng ca còn mãi                                         | 声生不息               | Hồ Nam TV                | Khách mời                               | [ 64 ]                           |
| 2023 | 21/04         | Tôi muốn hát cùng bạn (Come Sing with Me) - Mùa 4: Tập 8 | 我想和你唱             | Hồ Nam TV                | Ca sĩ khách mời                         |                                  |

## Giải thưởng và đề cử
| Năm  | Lễ trao giải                                                           | Hạng mục                                    | Tác phẩm                                                | Kết quả   | Ghi chú                   |
| ---- | ---------------------------------------------------------------------- | ------------------------------------------- | ------------------------------------------------------- | --------- | ------------------------- |
| 2016 | Lễ trao giải âm nhạc thành thị chí tôn lần thứ 9 (第9届城市至尊音乐榜) | Ca sĩ mới được yêu thích nhất               | Bởi vì gặp được bạn                                     | Đoạt giải | [ 12 ]                    |
| 2016 | Bảng bài hát mới Châu Á (亚洲新歌榜)                                   | Thập đại kim khúc                           | Bởi vì gặp được bạn                                     | Đoạt giải | [ 11 ]                    |
| 2018 | Bảng xếp hạng nhạc Hoa toàn cầu(全球中文音乐榜上榜)                    | Ca sĩ sáng tác xuất sắc nhất                |                                                         | Đoạt giải | [ 65 ]                    |
| 2018 | Bảng xếp hạng nhạc Hoa toàn cầu(全球中文音乐榜上榜)                    | Ca khúc vàng hay nhất                       | Mười bảy                                                | Đoạt giải | [ 65 ]                    |
| 2020 | Đêm hội Weibo năm 2019 (2019微博之夜)                                  | Nghệ sĩ nhạc Pop của năm                    |                                                         | Đoạt giải | (Tổ chức ngày 11/01/2020) |
| 2020 | Đông Phương phong vân bảng lần thứ 27 (东方风云榜)                     | Thập đại kim khúc                           | Thanh xuân nồng nhiệt                                   | Đoạt giải | [ 33 ]                    |
| 2020 | Đông Phương phong vân bảng lần thứ 27 (东方风云榜)                     | Nam ca sĩ được yêu thích nhất               |                                                         | Đoạt giải | [ 33 ]                    |
| 2020 | Đông Phương phong vân bảng lần thứ 27 (东方风云榜)                     | Album được yêu thích nhất                   | Nguyên                                                  | Đoạt giải | [ 33 ]                    |
| 2020 | Đông Phương phong vân bảng lần thứ 27 (东方风云榜)                     | Concert được yêu thích nhất                 | Concert NGUYÊN                                          | Đoạt giải | [ 33 ]                    |
| 2020 | Giải Hoa Đỉnh lần thứ 27                                               | Diễn viên mới xuất sắc nhất                 | Vai "Lưu Tinh" trong phim điện ảnh Địa Cửu Thiên Trường | Đề cử     | [ 67 ]                    |
| 2021 | Giải Hoa Đỉnh lần thứ 30                                               | Nhạc phim xuất sắc nhất                     | Chị gái (OST phim điện ảnh Chị gái của tôi)             | Đề cử     | [ 68 ]                    |
| 2021 | Đêm hội Weibo 2020 (2020微博之夜)                                      | Ca sĩ sáng tác tiên phong của năm           |                                                         | Đoạt giải | (Tổ chức ngày 28/02/2021) |
| 2021 | Đêm tinh động Douyin (抖音星动之夜)                                    | Ca sĩ sáng tác được yêu thích nhất năm 2020 |                                                         | Đoạt giải | [ 70 ]                    |
| 2021 | Bảng xếp hạng TOP âm nhạc Trung Quốc lần thứ nhất (中国歌曲TOP排行榜)  | Người mới xuất sắc nhất                     | Album Nguyên                                            | Đoạt giải | [ 36 ]                    |